# Luis Fernando Rodríguez
Luis Fernando Rodríguez Astigarraga (Elgóibar, Guipúzcoa, 9 de abril de 1964) es un exfutbolista español que se desempeñaba como defensa.

## Clubes
| Club                    | País   | Año       |
| ----------------------- | ------ | --------- |
| Real Sociedad de Fútbol | España | 1984-1985 |
| S. D. Eibar             | España | 1988-1995 |

## Familia
1. ↑  Rodríguez

- Datos: Q16880182

Mujer: MºCarmen Irizar
Hijos: Christian Rodríguez y Elisabet Rodríguez.